# Bohumil Brkl
Desátník v. v. Bohumil Brkl (3. března 1890 Záchlumí u Žamberka – 20. dubna 1982 Hradec Králové) byl český voják a námořník Rakousko-uherského námořnictva, sloužící především na torpédovém člunu Tb 11 během první světové války, následně pak československý legionář, civilním povoláním zámečník a úředník. 5. října 1917 byl společně s Francescem Donatem spoluorganizátorem únosu rakousko-uherského torpédového člunu Tb 11 do Itálie, kde pak vstoupil do československých legií. Během druhé světové války se na Hradecku zapojil do aktivit protinacistického odboje, za což byl vězněn v koncentračním táboře Terezín.

## Životopis

### Mládí
Narodil se ve východočeské obci Záchlumí nedaleko Žamberka, vyučil se strojním zámečníkem. Pracoval v žamberské Stejskalově továrně na hospodářské stroje. Se svými přáteli Brkl dobrovolně roku 1909 přihlásil k rakousko-uherskému námořnictvu operujícím v oblasti Dalmácie, s primárním nasazením na námořních základnách v Pule a Kotoru. Vycvičen byl jako obsluha torpédometu, následně sloužil na několika bojových lodích, mj. během první balkánské války. Jeho rodina se pak přestěhovala do Rychnova nad Kněžnou.
Dne 28. července 1914, když Rakousko-Uhersko vyhlásilo válku Srbsku. Brkl byl toho roku přidělen k posádce torpedového člunu Tb 11, který prováděl především hlídkové plavby v Jaderském moři, posléze dosáhl hodnosti desátníka. Posádka lodi byla národnostně smíšená; tvořili ji převážně Češi a Chorvati a přítomni zde byli také dva německy mluvící důstojníci. Zastoupeni byli ale i Slováci, Slovinci, Srbové a Maďaři.

### Vzpoura na Tb 11
V atmosféře stále se prodlužující první světové války, kdy nedostatek potravin a vyčerpání z války začalo doléhat nejen na civilní obyvatelstvo, ale i na rakousko-uherské ozbrojené síly, včetně námořnictva. Žádný z řadových členů posádky Tb 11 nechtěl dále bojovat za Rakousko-Uhersko a několik z nich společně začali plánovat vzpouru a únos lodi do Itálie. Nejvíce horovali za dezerci Francesco Donat (istrijský Ital) a Bohumil Brkl, kteří přeběhnutí zorganizovali. Dále se na vzpouře podíleli Čech Bohumír Petrla a Jihoslované Petar Gvozdič, Josef Pencak, Leopold Turšič a Dušan Jerinič. Přiměli svého nadřízeného důstojníka, aby na pozici rádiové komunikace vyměnili původně pro Rakousko loajálního námořníka za bosence Dušana Jeriniće, který se chtěl také vzpoury zúčastnit. Vzpoura byla připravována na tajných nočních setkání zainteresovaných námořníků v lesích okolo Šibeníka v září 1917.
Původně měla být uskutečněna dne 22. září, nicméně mise, na které mělo ke vzpouře dojít, byla přesunuta až na 5. října 1917. Toho dne měl člun doprovázet německou ponorku na její plavbě z Puly do přístavu v dnes černohorském městě Kotor. Přepadení se uskutečnilo v noci v přístavu v Šibeniku; organizátoři vzpoury (Donat, Brkl, Petrla apod.) zajistili v noci zbraně. Zpacifikovali a svázali loajální německy mluvícími námořníky, od kterých očekávali odpor. Následně vtrhli do kajut důstojníků, které odzbrojili a nespoutané je zamkli. Loď následně vyplula z přístavu na širé moře. Po několika hodinách člun doplul k italskému pobřeží poblíž města Potenza Picena, spustil rakousko-uherskou vlajku a vyvěsil bílou vlajku. Loď zakotvila nakonec v přístavu v Anconě v 23:30. Italové ji pak zařadili k 28. říjnu 1917 do svého námořnictva pod jménem Francesco Rismondo.
Vzpoury nebyly s končící válkou a upadající morálkou, zejména nerakouských a nemaďarských, námořníků častým jevem, známá je např. vzpoura v boce Kotorské vedená Čechem Františkem Raschem. Událost, spolu se vzpourou v boce Kotorské a stávkou pracovníků přístavu v Pule vedla k tomu, že vedení rakousko-uherského námořnictva začalo vnímat námořníky české národnosti za vysoce nespolehlivé.
V Itálii vstoupil Brkl do československých legií v Itálii, se kterými se na přelomu let 1918 až 1919 vrátil do nově vzniklého Československa. Za své skutky byl oceněn československými, italskými a dalšími spojeneckými vyznamenáními a řády: Československý válečný kříž 1914-1918, medaile Per Merito di Guerra, italské válečné kříže, Stříbrná medaile národního odboje na Jadranu 1914-1918 (až roku 1956) a další.

### Po vzniku Československa
Roku 1919 byl Brkl demobilizován. Ze Žamberska se přestěhoval do Hradce Králové, kde pracoval jako úředník.
Po obsazení tzv. Druhé republiky armádou nacistického Německa a vzniku Protektorátu Čechy a Morava se jakožto vlastenec a někdejší legionář se zapojil do protinacistického odboje. Na jaře a v létě 1944 pomáhal československým výsadkářům z Velké Británie vysazených na Hradecku v rámci operace Barium (npor. Josef Šandera, radista četař asp. Josef Žižka a šifrant četař Tomáš Býček). Po jejím prozrazení, mj. přičiněním konfidenta Karla Čurdy, a rozprášení skupiny byl spolu s dalšími asi 150 lidmi zatčen a uvězněn v koncentračním táboře v Terezíně. Odsud byl po osvobození v květnu 1945 propuštěn. Až do konce života žil v Hradci Králové, jeho příběh se stal námětem několika literárních zpracování.

### Úmrtí
Bohumil Brkl zemřel 20. dubna 1982 v Hradci Králové ve věku 92 let. Pohřben byl původně v rodinném hrobě na městském hřbitově v Rychnově nad Kněžnou, ostatky byly nicméně později vyjmuty a hrob prodán. Na stejném hřbitově se nachází také hrob Brklova spolubojovníka ze vzpoury na Tb 11, Bohumíra Petrly.